# Mitoc, Botoșani
Mitoc este satul de reședință al comunei cu același nume din județul Botoșani, Moldova, România.
În Mitoc se află o grădiniță și o școală,numită "Școala Gimnazială Florică Murariu Mitoc", redenumitã mai târziu "Școala Gimnazială Nr.1 Mitoc". În apropierea școlii se află Monumentul Eroilor, făcut de Congresul Local pe 4 iunie 2012 în onoarea decedaților din comuna Mitoc din Răscoala din 1907, Al Doilea Război Balcanic, Primul Război Mondial, Al Doilea Război Mondial și Revoluția din 1989.
Personalitatea acestui sat este Florică Murariu, căpitan al echipei naționale de rugby, decedat în timpul Revoluției din 1989, care își are casa memorială pe Strada Florică Murariu Nr. 15.
Un alt obiectiv turistic este Malul Galben care face granița dintre Mitoc și satul Viișoara situată în țara vecină, Republica Moldova.
În această localitate se află Biserica Ortodoxă Sf. Nicolaie, situată în apropiere de  râul Prut. Mai este o biserică penticostală și o biserică adventistă numită "Biserica Creștină Adventistă".
În sat s-au făcut săpături arheologice între anii 1978 și 2015, de peste 14 metri adâncime, unde s-au descoperit diferite materiale din epoca Aurignaciană și Gravettiană. S-au mai găsit și niște rămășițe a unor oameni a căror numeroase datări cu radiocarbon au arătat că au vizitat locul timp de 10.000 de ani (32.000 î.Hr-23.000 î.Hr.).

Primarul actual al comunei este Ioan Galiț.
 Acest articol despre o localitate din județul Botoșani este deocamdată un ciot. Puteți ajuta Wikipedia prin completarea lui.